# Sir, You Are Being Hunted
Sir, You Are Being Hunted (nommé aussi Madam, You Are Being Hunted pour la gent féminine) est un jeu vidéo d'infiltration et de survival horror en monde ouvert développé par Big Robot pour Windows, Mac OS, et Linux. Une version alpha du jeu fut disponible le 19 août 2013. La version finale est sortie le 1er mai 2014.

## Système de jeu

### Généralités
Dans Sir, You Are Being Hunted, les joueurs doivent survivre et échapper aux 'Chasseurs' (des robots habillés à la mode Victorienne) qui essayent de les tuer. Ils doivent aussi, en objectif final, s'échapper de l'île sur laquelle ils se trouvent. Pour cela, les joueurs peuvent fouiller les villages présents sur l'île, afin de trouver de la nourriture, des armes, et divers objets pouvant les aider à survivre. Pour s'enfuir de l'île, les joueurs doivent trouver et ramasser des runes, pierres mystérieuses, et les ramener au téléporteur. Si les robots trouvent une pierre mystérieuses, ils enverront une patrouille pour la protéger des joueurs. Les ennemis du jeu utilisent des chiens et des montgolfières pour trouver le joueur.
L'île sur laquelle le jeu se déroule est générée de façon procédurale, c'est-à-dire que chaque jeu générera un paysage différent. Elle est peuplée de villages, villes et autres zones où le joueur peut trouver des ressources essentielles.

### Robots
Depuis la "Mise à jour de Février", neuf modèles d'IA de robots sont dans le jeu ; le chasseur de haute classe, l’écuyer de classe moyenne, le braconnier de basse classe, ainsi que les chiens, les épouvantails, le Monstre des Marais, la montgolfière, les chevaucheurs, chasseurs sur un cheval mécanique, et le Propriétaire, un gros robot aristocratique.

## Accueil
- Canard PC : 5/10[5]
- IGN : 7,7/10[6]

## Développement
Après six mois de développement de Sir, You Are Being Hunted, une campagne Kickstarter a été lancée en novembre 2012 pour financer le jeu, avec un but de 40 000 £. La campagne a pris fin en décembre, avec un total de 92 551 £ pour le développement du jeu,. Ce montant a failli atteindre les 100 000 £, qui auraient permis la création et la customisation du personnage, mais Big Robot a déclaré qu'ils "s'efforceraient d'ajouter cette caractéristique dans le jeu".
Le fondateur de Big Robot, Jim Rossignol a dit que l'équipe de développement voulait faire un jeu "prêt-à-tout et effrayant, mais sans être impassible," et "kitsch mais avec une véritable menace sous-jacente."